# Guy Bernardin
Guy Bernardin, né en 1945 à Saint-Briac-sur-Mer, en Ille-et-Vilaine, et disparu en mer en août 2017, est un skipper français. Il a participé à plusieurs courses au large, dont deux BOC Challenges, le Vendée Globe 1989-1990 et la Route du Rhum 1990.

## Biographie
Né en 1945 dans une famille originaire de Saint-Briac-sur-Mer, il y passe chaque année de longs mois de vacances en compagnie de son grand-père, ancien capitaine de la marine marchande. Son arrière grand-père était capitaine au long cours et cap-hornier. 
En 1964, pendant son service militaire, il devient champion de France militaire par équipe de pentathlon.
En 1974, il entreprend un périple de Los Angeles à la Bretagne sur un PIC 26, un quillard californien, semblable à un Dragon. Sa carrière sportive commence en 1979 quand il participe à une course Falmouth-Acores-Falmouth. en solitaire. L'année suivante, il participe à la Transat anglaise 1980 sur un voilier de 38 pieds Rasto, voilier sur lequel il prend le départ de la Twostar, la transat en double, en 1981.
Il termine quatrième de sa classe dans le BOC Challenge 1982-1983, course autour du monde en solitaire avec escales, réalisant ainsi en 221 jours la meilleure moyenne autour du monde pour un voilier de moins de 12 mètres.
Obtenant le soutien de la biscuiterie LU, il prend la deuxième place de sa classe lors de la Transat anglaise 1984 à bord d'un 44 pieds. La même année, il remporte la Transat Québec-Saint-Malo en classe 4 à bord du même voilier. En 1985, il fait construire avec le cabinet Joubert-Nivelt le 60 pieds Open Biscuits LU 2 et termine deuxième de la Twostar 1985 puis la quatrième place du BOC Challenge 1986-1987. Le 20 janvier 1988, il tente le record de la Route de l'Or entre New York et San Francisco mais son voilier, rebaptisé BNP Bank of the West, démâte et coule quelques heures après le passage du Cap Horn le 3 mars. Guy Bernardin est secouru par la marine chilienne.
Fin 1988, il effectue une deuxième tentative de record entre New York et San Francisco à bord d'un 60 pieds signé Bruce Farr mais échoue à nouveau après le Cap Horn en raison d'un problème de quille. 
Il prend ensuite le départ du Vendée Globe 1989-1990 mais une rage de dent le contraint à s'arrêter en Australie. Il arrive finalement aux Sables-d'Olonne en 161 jours. Il rallie Valparaiso à Nantes sans escale par le Cap Horn en 62 jours. Avec ce sixième passage du Cap Horn, il détient alors le record du nombre de passages en course.
En 1992, il acquiert une réplique du Spray, à bord duquel Joshua Slocum a réalisé le premier tour du monde en solitaire. Avec le Spray  of Saint-Briac, il effectue une traversée de l'Atlantique nord avec sa femme et son fils de onze mois. Pendant vingt ans, il réalise à son bord différentes traversées et tours du monde, donnant régulièrement des conférences.
Le 2 octobre 2017, son voilier Crazy Horse, d'une quinzaine de mètres, qu'il venait d'acquérir est retrouvé vide au large du Cap Cod, aux États-Unis. Il avait quitté Southport, sur la côte Est des États-Unis le 9 août pour La Turballe et n'avait plus donné signe de vie depuis le 15 août. Guy Bernardin avait pour projet de réaliser un tour du monde en solitaire sans escale l'année suivante pour célébrer le 50e anniversaire de la « Longue Route » afin de rendre hommage à Bernard Moitessier.

## Courses
- 1980 : 44e de la Transat anglaise, sur le 38 pieds Rasto
- 1981 : Twostar, sur le 38 pieds Rasto
- 1983 : 4e du BOC Challenge (classe 2), sur le 38 pieds Rasto
- 1984 : 2e de la Transat anglaise (monocoque classe 2), sur le 44 pieds Biscuits LU
- 1985 : 2e de la Twostar, sur le 60 pieds Biscuits LU 2
- 1987 : 4e du BOC Challenge, sur le 60 pieds Biscuits LU 2
- 1990 : Abandon dans le Vendée Globe 1989-1990, sur le 60 pieds O-KAY
- 1990 : 16e de la Route du Rhum, sur le 60 pieds Rancagua

## Prix reçus
Il a reçu la Médaille de l'Élysée, le Golden Globe Trophy de la Joshua Slocum Society (États-Unis). Il a donné de nombreuses conférences à l'École navale de Brest ainsi à l'Académie navale d'Annapolis aux États-Unis . Il a été nommé citoyen d'honneur de l'État du Rhode Island (États-Unis) et des villes de Saint-Briac, Le Cap (Afrique du Sud), Fair Haven et Elizabeth (États-Unis).

## Œuvres et filmographie
Il est l'auteur de deux ouvrages Pot pourri au Cap Horn et Sur les traces de Joshua Slocum.
Il a également réalisé deux films, l'un intitulé 20 000 lieues sur les mers, où il relate sa course autour du monde à bord de Biscuits LU, l'autre Tant qu'il y aura la mer.